# 67 Azija
67 Azija (mednarodno ime 67 Asia) je svetel asteroid tipa S v glavnem asteroidnem pasu. 

## Odkritje
Asteroid je odkril Norman Robert Pogson (1829 – 1991) 17. aprila 1861.. Asteroid je poimenovan po Aziji, Titanki iz grške mitologije. Lahko pa se imenuje tudi po Aziji, ker je bil to prvi asteroid, ki so ga odkrili iz Azije.

## Lastnosti
Asteroid Azija obkroži Sonce v 3,77 letih. Njegova tirnica ima izsrednost 0,185, nagnjena pa je za 6,027 ° proti ekliptiki. Njegov premer je 58,1 km, okrog svoje osi pa se zavrti v 15,89 urah .